# Luttran
Luttran är en tolv kilometer lång å, vars källa är Blängsmossen på Billingen i Västergötland. Den mynnar ut i Ösan strax öster om Frösve. Ösan mynar i sin tur ut i sjön Östen.